# Hall of the Mountain King (album)
Albums de Savatage
Fight for the Rock
(1986) Gutter Ballet
(1989)
Hall of the Mountain King est le 4e album studio du groupe Savatage sorti en 1987.

## Liste des titres
1. "24 Hours Ago" – 4:56 – (J.Oliva, C.Oliva, P.O'Neill, J-L.Middleton)
2. "Beyond the Doors of the Dark" – 5:07 – (J.Oliva)
3. "Legions" – 4:57 – (J.Oliva, C.Oliva)
4. "Strange Wings" – 3:45 – (J.Oliva, C.Oliva, P.O'Neill)
5. "Prelude to Madness" – 3:13 – (Edvard Grieg)
6. "Hall of the Mountain King" – 5:55 – (J.Oliva, C.Oliva, P.O'Neill, J-L.Middleton)
7. "The Price You Pay" – 3:51 – (J.Oliva, C.Oliva, S.Wacholz)
8. "White Witch" – 3:31 – (J.Oliva, C.Oliva)
9. "Last Dawn" – 1:07 – (J.Oliva)
10. "Devastation" – 3:37 – (J.Oliva, C.Oliva)

### Version 1997 Edel
1. "Stay" - 2:48

### Version 2002 SPV
1. "Hall of the Mountain King" (live) - 6:00 - (J.Oliva, C.Oliva, P.O'Neill, J-L.Middleton)
2. "Devastation" (live) - 3:36 - (J.Oliva, C.Oliva)

## Composition du groupe
- Jon Oliva – "The Grit" , chants & piano
- Criss Oliva – "The Crunch" , guitare
- Steve Wacholz – "The Cannons" , batterie & percussions
- Johnny Lee Middleton – "The Thunder" , basse & chœurs
- Chris Caffery - guitares (tournée uniquement)
- Robert Kinkel - claviers

## Inspiration
Le morceau Prelude to Madness reprend le thème Dans l'antre du roi de la montagne extrait de Peer Gynt d'Edvard Grieg (1874). Le titre de l'album Hall of the Mountain King (litt. l'antre du roi de la montagne), qui est également le titre du morceau dont Prelude to Madness est l'introduction, est une référence à ce thème.